# Supercopa de Europa 1998
La Supercopa de Europa 1998 o Supercopa de la UEFA 1998 fue la edición número 23 del torneo, jugado el 28 de agosto de 1998 entre el Real Madrid de España y el Chelsea de Inglaterra. El Real Madrid se clasificó al vencer a la Juventus en la Liga de Campeones, mientras que el Chelsea había llegado a la Supercopa tras vencer al Stuttgart de Alemania en la final de la Recopa de Europa.
Esta fue la primera Supercopa disputada a un solo partido, teniendo por sede el Estadio Luis II de Mónaco.

## Detalles
| 1          | POR        | Bodo Illgner       |     |
| 2          | DEF        | Christian Panucci  |     |
| 4          | DEF        | Fernando Hierro    |     |
| 5          | DEF        | Manuel Sanchís     |     |
| 3          | DEF        | Roberto Carlos     |     |
| 22         | MED        | Christian Karembeu | 58' |
| 10         | MED        | Clarence Seedorf   |     |
| 6          | MED        | Fernando Redondo   |     |
| 11         | MED        | Sávio              |     |
| 14         | DEL        | Predrag Mijatović  | 73' |
| 7          | DEL        | Raúl González      |     |
| Entrenador | Entrenador | Guus Hiddink       |     |

| 1          | POR        | Ed de Goey          |     |
| 17         | DEF        | Albert Ferrer       |     |
| 6          | DEF        | Marcel Desailly     |     |
| 5          | DEF        | Frank Leboeuf       |     |
| 14         | DEF        | Graeme Le Saux      |     |
| 11         | MED        | Dennis Wise         |     |
| 16         | MED        | Roberto Di Matteo   | 63' |
| 12         | MED        | Michael Duberry     |     |
| 3          | MED        | Celestine Babayaro  |     |
| 25         | DEL        | Gianfranco Zola     | 83' |
| 10         | DEL        | Pierluigi Casiraghi | 89' |
| Entrenador | Entrenador | Gianluca Vialli     |     |

| 15 | DEL | Fernando Morientes | 58' |
| 17 | MED | Robert Jarni       | 73' |

| 8  | MED | Gustavo Poyet  | 63' |
| 7  | MED | Brian Laudrup  | 83' |
| 19 | DEF | Tore André Flo | 89' |

| Anotado | 83' | Gustavo Poyet | 0-1 |

| Amonestado | 52' | Christian Karembeu |
| Amonestado | 86' | Fernando Morientes |

| Amonestado | 7'  | Albert Ferrer      |
| Amonestado | 32' | Celestine Babayaro |

| Árbitro:             | Marc Batta     |
| Árbitros asistentes: | Pierre Ufrasi  |
| Árbitros asistentes: | Jacques Mas    |
| Cuarto árbitro:      | Pascal Gariban |
| Reporte              |                |

| 1          | POR        | Bodo Illgner       |     |
| 2          | DEF        | Christian Panucci  |     |
| 4          | DEF        | Fernando Hierro    |     |
| 5          | DEF        | Manuel Sanchís     |     |
| 3          | DEF        | Roberto Carlos     |     |
| 22         | MED        | Christian Karembeu | 58' |
| 10         | MED        | Clarence Seedorf   |     |
| 6          | MED        | Fernando Redondo   |     |
| 11         | MED        | Sávio              |     |
| 14         | DEL        | Predrag Mijatović  | 73' |
| 7          | DEL        | Raúl González      |     |
| Entrenador | Entrenador | Guus Hiddink       |     |

| 1          | POR        | Ed de Goey          |     |
| 17         | DEF        | Albert Ferrer       |     |
| 6          | DEF        | Marcel Desailly     |     |
| 5          | DEF        | Frank Leboeuf       |     |
| 14         | DEF        | Graeme Le Saux      |     |
| 11         | MED        | Dennis Wise         |     |
| 16         | MED        | Roberto Di Matteo   | 63' |
| 12         | MED        | Michael Duberry     |     |
| 3          | MED        | Celestine Babayaro  |     |
| 25         | DEL        | Gianfranco Zola     | 83' |
| 10         | DEL        | Pierluigi Casiraghi | 89' |
| Entrenador | Entrenador | Gianluca Vialli     |     |

| 15 | DEL | Fernando Morientes | 58' |
| 17 | MED | Robert Jarni       | 73' |

| 8  | MED | Gustavo Poyet  | 63' |
| 7  | MED | Brian Laudrup  | 83' |
| 19 | DEF | Tore André Flo | 89' |

| Anotado | 83' | Gustavo Poyet | 0-1 |

| Amonestado | 52' | Christian Karembeu |
| Amonestado | 86' | Fernando Morientes |

| Amonestado | 7'  | Albert Ferrer      |
| Amonestado | 32' | Celestine Babayaro |

| Árbitro:             | Marc Batta     |
| Árbitros asistentes: | Pierre Ufrasi  |
| Árbitros asistentes: | Jacques Mas    |
| Cuarto árbitro:      | Pascal Gariban |
| Reporte              |                |

|                           |
| Bandera de Inglaterra     |
| Campeón Chelsea 1º título |